# 大卫·沃恩·艾克
大卫·沃恩·艾克（英語：David Vaughan Icke，1952年4月29日—），英国作家、公共演说家、前足球員与体育职业解说员。他提出一种关于全球政治的阴谋论，并将它详细地写了出来。
艾克曾是一名BBC电视台体育主持人和绿党的发言人。1990年，一位通灵者告诉他，他是带着某种使命被派到地球上的“治愈者”，而且灵异世界将向他传达讯息。1991年3月，他召开了一个新闻发布会宣布他是“神之子”，后来他称媒体误解了这个短语的意思。他说BBC的《Wogan》节目改变了他的生活，把他从一个受人尊敬的家喻户晓的人物变成了公共笑柄。
然而他继续发展他的想法，并且在七年内已经出版四本书——《机器的反抗》（The Robots' Rebellion，1994）、《真相使你自由》（And the Truth Shall Set You Free，1995）、《最大的秘密》（The Biggest Secret，1999）與《矩阵的孩子》（Children of the Matrix，2001）。在作品中，他把“新世纪理论”和现代社会极权化现象结合，提出一种世界性的观点。他的理论核心是一个由“爬虫类人”（包括乔治·W·布什、伊丽莎白二世、克里斯·克里斯托佛森及）组成的称为“巴比伦兄弟会”的秘密团体控制着人类，而且很多显赫的名流都是爬虫类人。他还宣称月球是一个人工建筑——“大概是个中空的行星”，在那里爬虫博克斯卡·威利类人给人类创造了一个“人工的自我意识和世界”，人类却误以为是真实。
麦克·巴昆（Michael Barkun）把艾克的观点描述为“新世纪阴谋主义”，认为他是最有影响力的阴谋论流派。理查德·卡恩和泰森·刘易斯认为，爬虫类人的假设可能仅仅是斯威夫特式的讽刺，是一種讓普通民众质疑他们身边所見事物的叙事方式。

## 早年生活及教育

### 少年
艾克出生在莱斯特总医院，父母是博瑞克·沃恩·艾克（Beric Vaughan Icke）和芭芭拉·J·艾克（Barbara J. Icke），他们1951年在莱斯特结婚。艾克有一个长七岁的哥哥和一个小七岁的弟弟。博瑞克曾想成为一名医生，但因为家庭缺少钱，就加入了皇家空军服役。后来因为一架飞机坠落在了牛津的山普伍德空军基地，而他帮助救出了机组成员，所以在1943年5月为表彰他的英勇授予他大英帝国勋章。他当时和中队长，在没有任何防护服的保护下，冲进了被毁的飞机里，救了一位被困在里面的机组成员的生命。

### 青年
战后，博瑞克成了一个男士钟表工厂的职员，家庭住在里德街的一间房子，在莱斯特市中心的华弗街附近。在艾克三岁时，他们搬到了被称为古德伍德的刚建造的居民区。艾克在1993年写道，“我们那时囊中羞涩”。他记得当时，有人来收租金的时候，常躲在窗户和板凳下面，那人敲门之后，在房子四周透过窗户看看有没有人在家。他母亲不告诉他那人是来收租金的，只是让他藏起来。艾克写道，现在当有敲门声时，他仍有一丝惊恐。
他常常独自一人，花好几个小时和蒸汽火车玩具玩，更喜欢独自穿过街头，而不是和其他人讲话。他在怀特豪小学和怀特豪中学就读，在那里他大多数时候感觉紧张和害羞，在早晨上课时有时近乎晕厥，在放学前就得离开。他的家庭医生建议让他看一下儿童心理医师，但他父亲拒绝了。
足球生涯：
當艾克9歲的時候，他被選入了學校的足球隊。那是他生平的第一次成功，當時的他把足球視為擺脫貧窮的出路。艾克是球隊里的守門員，他寫到這個位置正適合孤獨的他，給了他一種介於英雄和惡棍之間的感覺。
15歲時，艾克被考文垂足球俱樂部球探發現，之後便決定離開學校，於1967年簽約了考文垂俱樂部的青年隊。隨後轉會到了北安普頓足球俱樂部。
然而沒過多久，艾克患上了類風濕性關節炎，病情很快由他的左膝，蔓延到右膝，腳踝，手肘和手腕。儘管如此，他還是忍著疼痛繼續訓練比賽。在1973年不得不因傷病退役之前，他們的球隊從聯賽排名的第四升至第三。

### 體育節目主持人
同年，艾克在《每日郵報》的分支機構中謀得了一份體育節目編輯的職位。偶爾也會為BBC萊切斯特電台提供一些節目。
1975年，他成功入職到了BBC在伯明罕的Midlands Today節目組。1981年，艾克正式成為了BBC國家電視台的一名體育節目主持人。隨後的一年裡，他的事業更上一層樓，共同主持了BBC的旗艦節目《Grandstand 》.
1983年，艾克第一次在BBC的Breakfast Time節目中亮相，主持體育新聞。隨後他出版了他人生的第一本書'It's a Tough Game, Son!': The Real World of Professional Football《這是一場艱苦的比賽，孩子！：職業足球的真正世界》。
艾克在BBC的體育頻道工作到了1990年，多數出現在《Grandstand》節目當中，同時還參與了1988年漢城奧運會的報導。 儘管在事業上取得了一系列的成功，艾克在那是已經成了家喻戶曉的名人，然而他對電視主持人的工作漸漸的失去了興趣。

### 綠黨發言人,遇見靈媒
艾克在80年代開始為了減輕他的關節炎的痛苦尋找一些邊緣性的藥物，逐漸的接觸了新時代的哲學，並對綠色政治產生了興趣。
1989年他在他的第二本書" It Doesn't Have To Be Like "《不必非要如此》中，表達了他對環境問題的看法，很快加入了英國綠黨，並成為了綠黨的主要發言人之一。
有觀察家曾指出大衛·艾克是「綠色的」托尼·布萊爾。他通常高調的出現在許多重要活動當中。1989年，他受邀出席了英國皇家學院的一場電視辯論會，爭取動物權益。1990年，他的名字出現在了許多為兒童慈善事業做的廣告中。
儘管在事業上取得了一系列的成功，艾克在1989年寫到，他有時會莫名的感到絕望，就在那一段時期他感覺身旁總有什麼東西。
1990年3月，艾克站在報刊亭傍邊，感到了一股魔力拉住了他，一個聲音告訴他去看一本書。書的作者是Betty Shine，住在布萊頓的靈媒。
艾克為了治療他的關節炎，決定去拜訪這位靈媒。在他們的第三次會面當中，這位靈媒告訴艾克她有一些來自靈界是消息要傳達給他。
Shine說，艾克是被送到地球上的醫治者，他將會名滿天下，但是也要面對無數的非議和嘲笑。靈性世界要通過他傳達一些事情，他再傳達給他人，有時可能他自己也不會理解。
靈媒說艾克會在未來三年里寫出五本書，在未來的20年，世界上會出現某種不同的飛行機器，可以將我們載到任何我們想去的地方，時間也將變得毫無意義，在某些不尋常的地方會發生大地震，因為肆意開採石油破壞了地球內部的某些結構。
1991年2月，艾克參觀了秘魯的印加帝國的Sillustani。艾克被那裡的一切所吸引，他站在那些齊腰高的石頭中間，產生了很多想法。他後來寫到，我的身體開始顫抖，無數的想法湧進了腦海。
這個體驗就如「昆達里尼」（印度瑜伽的說法）激活了我的脈輪，能量旋窩，觸發了更高層面的意識。隨後，他返回了英國，專門對這一經歷寫了一本書。1991年3月20日，艾克在一次綠黨召開的會議上宣布辭職，聲稱自己將處於巨大爭議的旋窩中心。

### Terry Wogan的採訪
1991年4月29日，BBC的黃金時間段的節目Wogan show對艾克進行了採訪。當主持人Wogan問到艾克是否說過自己是「上帝之子」時，艾克沒有否認。
觀眾当场發出了大笑聲。
隨後，艾克談到了他對政治與環境的看法： 「你觀察一下今天的世界，當你看到世界上每兩秒鐘就會有一個孩子死於可以預防的疾病，當你看到這個經濟系統的發展在不斷的破壞著地球的自然環境，當你看到所有的戰爭、所有的痛楚、所有的苦難，你會認為這是愛和智慧的力量在主導著這個世界嗎?」
主持人Wogan带着嘲讽反问他「你在你38歲的時候才發現了這些，是不是讓你自己很驚訝啊？」
觀眾里爆发了笑聲。
艾克坚定地回答：「你知道，最好的去除負面性的方式就是歡笑，就像今晚的觀眾這樣。」 
观众笑得拍手叫好，为艾克的机智给与鼓励。
Wogan步步逼人的諷刺道：「觀眾們沒有跟你一起笑，他們在嘲笑你！」
隨即，觀眾的嘲笑聲更大了，有人鼓起了倒掌。
艾克给予了主持人最后一击：「那就让观众嘲笑我，如果观众嘲笑一下我、就能拯救地球，我宁愿成为那个傻子。但是你，明明看到那么多痛苦、却还能以地球千百万人的生命开玩笑，虽然你没有被嘲笑、但是我也不会想成为你一样的人。」
观众全部站了起来，全场发出了雷鸣般的掌声！
艾克在後來的回顧起這段採訪時說道：我小時候最害怕的事情就是在公共場合遭到嘲笑，而這竟然成真了；不过幸好我靠我的直觉回答了一切。以前我是受人尊敬的電視節目主持人，當我走在街上，人們會禮貌的同我打招呼。忽然一夜之間，人們認為我是個瘋子，無論我走到英國的哪裡，我都會招到恥笑和嘲諷。真是一場噩夢。
2006年，Wogan再次採訪了艾克，承認當年的話「有點尖刻」。然而觀眾對艾克的態度和反應已經截然不同了，甚至有觀眾寫信說，當年我也嘲笑過大衛，但是以後我不會了。

### 寫作與演講
艾克說那次採訪徹底改變了他的生活，那些嘲笑將他解放了。他說每次回想到那一刻時都會激昂起來，讓他有勇氣繼續發展他的思想，而不會在意別人說什麼。同年，他出版了一本新書Truth Vibrations《真相的共鳴》。
隨後，艾克成了多產的作家和演講家。截至到2011年，大衛·艾克走訪過了世界的50多個國家，他的書被翻譯成了八種不同的語言出版（沒有中文），吸引了世界各地的讀者和觀眾。之所以有越來越多的人開始關注艾克，其中一個原因是他多年前的預言正開始一一兌現。
比如，千禧年之後颶風發生的力道和頻率都會有所曾加，墨西哥灣和紐奧良之間將會有一場強烈的颶風（《真相的共鳴》，1990年出版） （對應颶風「卡特里娜」重創美國紐奧良） 控制和鎮壓人類的金字塔頂端的家族將指揮棒由父親傳給了兒子（《最大的秘密》，1998年出版） （對應兩代布希總統） 在2000年和2002年之間，美國的某個大城市會遭到襲擊（1999年1月） （對應911事件） 等等。
「靈魂是用他的思想來染色。思考那些符合你的原則的事情，承擔起生活賦予你的責任。你的品格取決於你的選擇。日復一日，你選擇什麼、你思考什麼、你做過什麼你就會成為什麼樣的人。你的正直即是你的命運--那正是指引你的光芒。--大衛·艾克」
近年來，艾克更是頻繁的到世界各地演講。2011年，艾克開啟了他的全球巡迴演講之旅。足跡遍及歐洲、美國、澳洲、紐西蘭、日本、以及南非。
目前國內出現了幾部大衛艾克的帶有中文字幕的演講，包括《地球史上最震撼的訪談》、《超越世界》、《雄獅醒來》等。

## 主要觀點

### 我們是誰
我們是無限的意識，通過身體這個透鏡，五種感官來解碼這個世界。這個意識是無限的，這個意識洞察一切。無論是一粒沙，一滴水，一棵樹，還是整個沙漠，海洋，森林，無論是動物，人類，還是日月，星辰，無論是什麼，都是這同一個意識。
這個意識是無限的可能，既是又不是,既無處不在又無處所在，既是一切又不是一切。我們的人體就像一個透鏡，將我們的注意力焦點集中在極小的頻率範圍內，科學家將其成為可見光。在可見光光譜之外存在著大量電磁波。

### 秘密社會
艾克認為人類社會是由精英分子組成的秘密社團網絡所控制。這些秘密的社團網絡猶如蜘蛛網一樣交錯勾結，越是靠近蛛網的中心，越是能看到特殊血統的大家族的身影，其中包括皇室，西方政要，頂級富豪。
艾克把他們稱為光明會（Illuminati）血統的家族。核心的成員包括洛克菲勒家族，羅斯柴爾德家族，以及英國皇室等等。由蛛網向外輻射，可以看到一些陰謀論中常常提到的秘密社會：共濟會，骷髏會，彼得伯格集團，波希米亞俱樂部，玫瑰十字會，聖殿騎士團，郇山隱修會等等。
在這個蛛網的外沿才是公眾熟知的各種國際組織：三邊委員會，外交關係協會，世界銀行，國際貨幣基金組織，世界貿易組織等等。這些國際組織的背後，都可以見到如羅斯柴爾德家族這類秘密社會的成員的影子。

### 蜥蜴人理論
自從艾克第一次提出，就給他帶來了無數的嘲笑。然而，他的這一理論是否可能正印證著真理讓人接受的三個階段，首先是遭到無數嘲笑，隨後遭到強烈反對，最後被人們接受，並認為是理所當然的。
一隻外型像蜥蜴的地外種族在人類的遠古時代來到了地球，蘇美爾人把他們稱作阿努納奇，伊斯蘭世界稱作鎮尼，瑪雅人稱作羽蛇神，非洲人叫做齊塔胡瑞，印度人叫做阿普陀等等。
放眼全世界，遠古時代各個獨立的人類文明當中都會看到同一種「神」的存在。共通的特徵是爬蟲動物的外型，有的叫做龍，有的叫做蛇，能夠飛行，與人類有著很深刻的互動。「當人在地上多起來，又生女兒的時候，神的兒子們看見人的女子美貌，就隨意挑選，娶來為妻。
神的兒子們和人的女子交合生子，從那時起地上就有了拿非利人；他們就是上古英武有名的人。」--引自聖經。這些地外種族與遠古人類混血，這些半蜥蜴人半人類的混血成為了後來的國王，皇室，政要。
正是他們統治了地球，也正是他們建立的這些秘密社會，即便是美國這個所謂的自由世界，每一任的總統，無一例外都是共濟會會員。同時也隸屬於其他的秘密社會組織，在這些秘密社會的最高級別上是有著這些特殊血脈的人執掌，秘密社會的低級成員也不知道這個金字塔上方的事情。
蜥蜴人的混血在人類當中並不能穩定的維持住人類的外形，需要人類的血液來維繫，因此在各個文明當中都會看到人體祭獻。艾克認為，這種人體祭獻從未消失，而是秘密的進行了。2001年，艾克嚴肅的聲明指出，英女王是蜥蜴人。

### 維度
蜥蜴人不僅來自另一個星球，也來自另一個維度，他們來自第四維度的較低層面，那裡最靠近我們的物理世界。
艾克認為，宇宙中包含了無數的頻率或維度共享著同一個空間，就如同電視和廣播的信號一樣。這些維度的頻率非常的不同，通常不會感知到彼此。然而，就像是電視或者廣播信號有時候會彼此靠近，產生相互干擾一樣。
所謂的幽靈，即是其他維度的實體在物理世界的投影。第四維度的較低層面就是其他人所說的「較低的星光維度」（lower astral dimension）。
那裡就是所謂的惡魔存在的空間，撒旦主義者們在他們的儀式上召喚的實體。事實上，他們召喚的就是蜥蜴人。

### 製造問題-累積回應-給出方案
你想要改造社會，操縱大眾的觀點和看法，引入一些人們不想要的事物，最終達成你的目的。那麼，首先你製造出一個問題，然後累積公眾的反應，最後給出你事先早已準備好的方案。
舉例說明：例子一.假設我要拿走孩子的冰淇淋，我就不會只是說「我能拿走你的冰淇淋嗎」，通常這樣會遭到拒絕。
所以我利用「製造問題-累積反饋-給出方案」這個手段來做。
第一步，製造問題，我會製造出一個虛假的問題，「如果你不給我冰淇淋，晚上鬼魂就會來抓你」或者「如果你不給我冰淇淋，上帝就會送你下地獄」（當然這都是沒有的問題，但是對於孩子來說就不然。）
第二步，累積反饋，我等待孩子的反應，孩子會恐懼「請把我從這種危險中救出來吧！」
第三步，給出方案，我會給這個孩子我製造出來的問題的方法。如果你給我冰淇淋，我就把你從危險中拯救出來。「我會趕走鬼魂。」或者「我會告訴上帝不讓你下地獄。」 （這個方法背後真正的目的，我要拿走孩子的冰淇淋。）
例子二，美國入侵伊拉克掠奪原油。美國不會對全世界宣布「嘿，我們要入侵伊拉克，搶奪他們的原油啦！」 全世界的公眾都不會同意這樣的行徑。所以，就用到了「製造問題-累積反饋-給出方案」的辦法。
第一步，製造問題，通過媒體宣布「伊拉克藏有大規模殺傷性武器，威脅到了全世界。」
第二步，累積反饋，公眾會感到恐懼「請吧，美國大哥，拯救世界吧！」
第三步，給出方案，「為了拯救世界，打擊伊拉克。」真正的目的之一就是掠奪了原油資源。
例子三，希特勒製造的國會縱火案。希特勒為了剷除國內的不同聲音，實現法西斯獨裁，一手炮製的國會縱火案。這類事件在歷史上屢見不鮮。
總是能看見這個「製造問題-累積反饋-給出方案」。
第一步，國會大廈的一場大火。
第二步，希特勒公開宣布：「這是德國共產黨的暴行！是德國布爾什維克進行的最駭人聽聞的恐怖主義行為」。
第三步，希特勒頒布緊急法令，廢除了《魏瑪憲法》中有關保證人身自由的條款。剷除了全部的異己勢力，德國正式進入法西斯國家。
例子四，引入新的法案來加強控制人口。同樣又是這個伎倆，屢試不爽。
第一步，製造問題，「911恐怖襲擊」。
第二步，累積反饋，公眾恐懼：「請吧，保護我們免遭恐怖分子毒手。」
第三步，給出方案。「讓我們通過立法，在街道上安裝監控攝像機，防止以後類似事件的發生。」 大眾會自願的接受這些監控，以為是防止恐怖分子的襲擊，背後真正的勢力卻藉此加強了對人口的控制。
當你在世界上看到任何的大事件上演的時候，無論是恐怖襲擊，金融危機，全球變暖等等。你都會看到這個「製造問題-累積反饋-給出方案」，首先思考一個問題，如果我相信事情表面的解釋，最終受益的會是誰？

### 三種類型的人類
第一種,有著純粹的光明會血統的大家族的人。他們沒有靈魂，是蜥蜴人在我們這個世界的工具。外表看上去他們和普通人沒什麼兩樣，區別就在於他們的眼睛中毫無生氣，看不到生命能量的流動。
第二種，所謂的「羊民」（盲從的人）。全世界絕大多數的人都是如此。他們有一定的自我意識，然而卻如同「復讀機」一般重複著別人告訴他們的事情。醫生會重複他們在醫學院和製藥公司收到的教育，教師會重複他們在學校受過的教育，最大的「復讀機」就是新聞播音員。
第三種，人口中的極少數，他們獨立思考，以完全不同於普通人的方式來看待世界，每次人類的重大轉變都會看到這類人的身影。好消息是，當今世界這樣的人越來越多。

### 月球矩陣
艾克引用了《誰建造了月球》一書中的觀點，該書通過數學和幾何學的方法研究了月球相關的體積、位置等等，結論是：月球是被一個非常先進的種族掏空的星球，被放在這個位置的目的是用來控制地球。
他們把月球帶到這個位置上，對地球產生了根本性的影響。也就是說，月球的存在，決定了地球現在的傾斜角度。
艾克認為，月球矩陣是來自月球的廣播頻率創造出一個次級實相，人類在持續解碼這個實相，月球的頻率廣播使人類具有「蜂巢意識」，將我們極大的局限在低意識中，就像是被設定到了系統默認狀態當中。
隨後，艾克將這一概念延續到了土星，所謂的「土星-月球矩陣」。

## 不同聲音
大衛·艾克是非常具有爭議的人物。有人認為他是個瘋子，可笑的精神病。有人認為他做的一切都是為了錢。隨著艾克這麼多年不斷的探索，寫作，演講。也有人開始認真思考他的觀點，艾克在英國本土，甚至全世界的影響力也越來越大。總之，一個成熟的社會是能夠允許表達各種聲音。大衛·艾克於2013年創辦了一家電視台「the people's voice」。

## 外部連結
- 官方网站
- 大卫·沃恩·艾克在互联网电影资料库（IMDb）上的資料（英文）